# Người Mỹ gốc Litva
Người Mỹ gốc Litva đề cập đến những công dân Mỹ có nguồn gốc từ người Litva được sinh ra tại Litva, hoặc là người gốc Litva. New Philadelphia, Pennsylvania có tỷ lệ người Mỹ gốc Litva lớn nhất (20,8%) tại Hoa Kỳ. Người Mỹ gốc Litva cho đến nay là nhóm lớn nhất trong cộng đồng người Litva hải ngoại.

## Phân bố

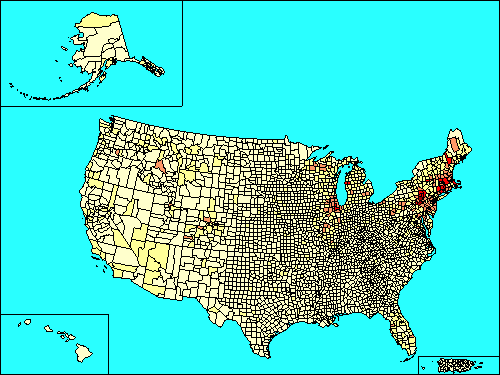
Phân bố người Mỹ gốc Litva theo điều tra dân số năm 2000.

Chicago có cộng đồng người Litva lớn nhất ở Hoa Kỳ và với khoảng 100.000 người theo sắc tộc Litva tự nhận là có dân số Litva lớn nhất so với bất kỳ đô thị nào bên ngoài Litva. "Trung tâm thành phố Litva" cũ ở Bridgeport từng là trung tâm hoạt động chính trị của Litva cho cả Hoa Kỳ. Một cộng đồng Litva lớn khác có thể tìm thấy ở Vùng Than ở vùng Đông Bắc Pennsylvania, đặc biệt ở quận Schuylkill nơi các quận nhỏ của New Philadelphia có tỷ lệ bình quân đầu người lớn nhất của người Mỹ gốc Litva (20,8%) ở Hoa Kỳ. Ngoài ra còn có một cộng đồng lớn người gốc Lithuania ở các khu vực khai thác than của Tây Pennsylvania, Tây Bắc Virginia Panhandle và khu vực ba bang Đông Bắc Ohio. Cộng đồng người Mỹ gốc Litva của quận Grand, Colorado có sự khác biệt bất thường ở chỗ là cộng đồng nhập cư khá lớn duy nhất trong một cộng đồng dân cư khá đồng nhất trong một cộng đồng nông thôn, miền núi. Ngoài ra còn có một cộng đồng Litva nhỏ nhưng sôi nổi ở Presque Isle, Maine. Nhiều người tị nạn Litva định cư ở Nam California sau Chiến tranh thế giới thứ hai; họ tạo thành một cộng đồng ở Los Angeles. Phần lớn cộng đồng người Litva cư trú xung quanh nhà thờ St. Casimir Litva ở Los Feliz, được gọi là "Tiểu Litva.
Các tiểu bang có dân số người Mỹ gốc Litva lớn nhất là:
1. Illinois – 87.94
2. Pennsylvania – 78.330
3. California – 51.406
4. Massachusetts – 51,054
5. New York – 49.,083

### Dân số sinh ra tại Litva
Dân số sinh ra ở Lithuania ở Hoa Kỳ kể từ năm 2010:
| Year | Number |
| ---- | ------ |
| 2010 | 33.888 |
| 2011 | 36.303 |
| 2012 | 37.158 |
| 2013 | 35.514 |
| 2014 | 38.186 |
| 2015 | 31.458 |
| 2016 | 33.640 |